# 科希夫卡 (巴甫洛格勒區)
48°35′5″N 36°14′14″E / 48.58472°N 36.23722°E
科希夫卡（烏克蘭語：Кохівка），是烏克蘭的村落，位於該國中部第聶伯羅彼得羅夫斯克州，由巴甫洛格勒區負責管轄，處於大捷爾尼夫卡河左岸，分別距離新達恰1.5公里和第二米科拉伊夫卡3.5公里，海拔高度81米，2001年人口415。